# Zemplínske Jastrabie
Zemplínske Jastrabie (1927–1960 slowakisch „Jastrabie“ – bis 1927 „Jastrab“; ungarisch Magyarsas – bis 1907 Magyarjesztreb) ist eine Gemeinde im Osten der Slowakei mit 651 Einwohnern (Stand 31. Dezember 2024), die zum Okres Trebišov, einem Kreis des Košický kraj, gehört. Sie ist Teil der traditionellen Landschaft Zemplín.

## Geographie
Die Gemeinde befindet sich im südwestlichen Teil des Ostslowakischen Tieflands und am Nordosthang des Kleingebirges Zemplínske vrchy. Das Ortszentrum liegt auf einer Höhe von 122 m n.m. und ist 17 Kilometer von Trebišov entfernt.
Nachbargemeinden sind Hraň im Norden, Sirník im Nordosten, Brehov im Osten, Cejkov im Süden, Kašov im Süden und Novosad im Nordwesten.

## Geschichte
Zemplínske Jastrabie wurde zum ersten Mal 1272 als Jezthreb schriftlich erwähnt, weitere historische Bezeichnungen sind unter anderen Jesterb oder Jestreb (1332), Jeztreb (1405), Jezthreb (1512) und Uherský Jestráb (1808). 1419 wurden András Imreghi und György Cséke Gutsherren, spätere Besitzer waren unter anderen Familien wie Palóczy, Dobó sowie andere. Im 18. Jahrhundert besaß die Familie Bernáth Gutsanteile.
1715 gab es 24 verlassene und sieben bewohnte Haushalte. 1787 hatte die Ortschaft 79 Häuser und 469 Einwohner, 1828 zählte man 82 Häuser und 603 Einwohner, die als Landwirte, Obstbauern und Winzer tätig waren.
Bis 1918/1919 gehörte der im Komitat Semplin liegende Ort zum Königreich Ungarn und kam danach zur Tschechoslowakei beziehungsweise heutigen Slowakei. In der Zeit der ersten tschechoslowakischen Republik waren die meisten Einwohner als Arbeiter im örtlichen Großgut beschäftigt. Auf Grund des Ersten Wiener Schiedsspruchs war der Ort von 1938 bis 1944 noch einmal Teil Ungarns.

## Bevölkerung
| Jahr                | 1994 | 2004    | 2014    | 2024    |
| ------------------- | ---- | ------- | ------- | ------- |
| Anzahl der Personen | 582  | 633     | 665     | 651     |
| Unterschied         |      | +8,76 % | +5,05 % | −2,10 % |

| Jahr                | 2023 | 2024    |
| ------------------- | ---- | ------- |
| Anzahl der Personen | 643  | 651     |
| Unterschied         |      | +1,24 % |

Nach der Volkszählung 2011 wohnten in Zemplínske Jastrabie 660 Einwohner, davon 635 Slowaken, fünf Magyaren, jeweils vier Russinen und Tschechen sowie ein Ukrainer. 11 Einwohner machten keine Angabe zur Ethnie.
353 Einwohner bekannten sich zur römisch-katholischen Kirche, 201 Einwohner zur griechisch-katholischen Kirche, 52 Einwohner zur reformierten Kirche, 13 Einwohner zur orthodoxen Kirche, neun Einwohner zu den Zeugen Jehovas und drei Einwohner zur Evangelischen Kirche A. B. 19 Einwohner waren konfessionslos und bei 10 Einwohnern wurde die Konfession nicht ermittelt.

## Bauwerke und Denkmäler
- römisch-katholische Kirche
- griechisch-katholische Kirche
- reformierte (calvinistische) Kirche, ursprünglich eine romanisch-gotische Kirche aus dem dritten Viertel des 13. Jahrhunderts[6]

## Verkehr
Durch Zemplínske Jastrabie führt die Cesta III. triedy 3667 („Straße 3. Ordnung“) von Borša und Cejkov heraus und endet nördlich des bebauten Ortsgebiets an der Cesta II. triedy 552 („Straße 2. Ordnung“) zwischen Zemplínsky Branč und Oborín. Der nächste Bahnanschluss ist in Veľaty an der Bahnstrecke Michaľany–Łupków.